# محمدعلی محمدی
محمدعلی محمدی آچاچلویی  (زاده ۹ فروردین ۱۳۳۰ در میانه  ) دوچرخه‌سوار پیشکسوت ایرانی است. او در رقابت دوچرخه‌سواری جاده انفرادی در المپیک تابستانی ۱۹۷۶ حضور داشت.  وی همچنین در بازی‌های آسیایی ۱۹۸۲ شرکت کرد و موفق به کسب نشان برنز رقابت تایم تریل تیمی شد. 